# Rue de la Solidarité
La rue de la Solidarité est une voie du 19e arrondissement de Paris, en France.

## Situation et accès
La rue de la Solidarité est une voie publique située dans le 19e arrondissement de Paris. Elle débute au 9, rue David-d'Angers et se termine au 135, boulevard Sérurier. Situé à moins de 2 minutes du quartier paisible et bucolique de la Mouzaïa, cette rue est emblématique de la mixité sociale à l’œuvre dans le 19e, arrondissement autrefois populaire, aujourd'hui en voie de gentrification. Faisant partie du quartier Danube (qui est également le nom de la station de métro desservant la rue), cette rue a connu un renouveau depuis le milieu des années 2000, en partie à la suite d'une action municipale visant à y favoriser l'implantation d'entreprises de l'économie locale et solidaire. On y dénombre ainsi des ateliers de création graphique, des espaces de co-working, le Danube Palace, café qui "réinvente le café parisien" et surtout l’Éternel Solidaire, un tiers lieu qui contribue à l'animation du quartier en proposant un café associatif, un potager, un poulailler et de nombreuses actions culturelles et numériques. L'histoire de la rue est intimement liée au passé ouvrier du quartier. L’Éternel Solidaire jouxte d'ailleurs les tombes des derniers combattants de la Commune, tombés avec les dernières barricades du 19ème arrondissement et enterrés à la hâte dans le quartier de Danube, sous la place du Rhin et la rue David D'Angers (le 1 rue de la solidarité était anciennement le 9 rue David D'Angers),.

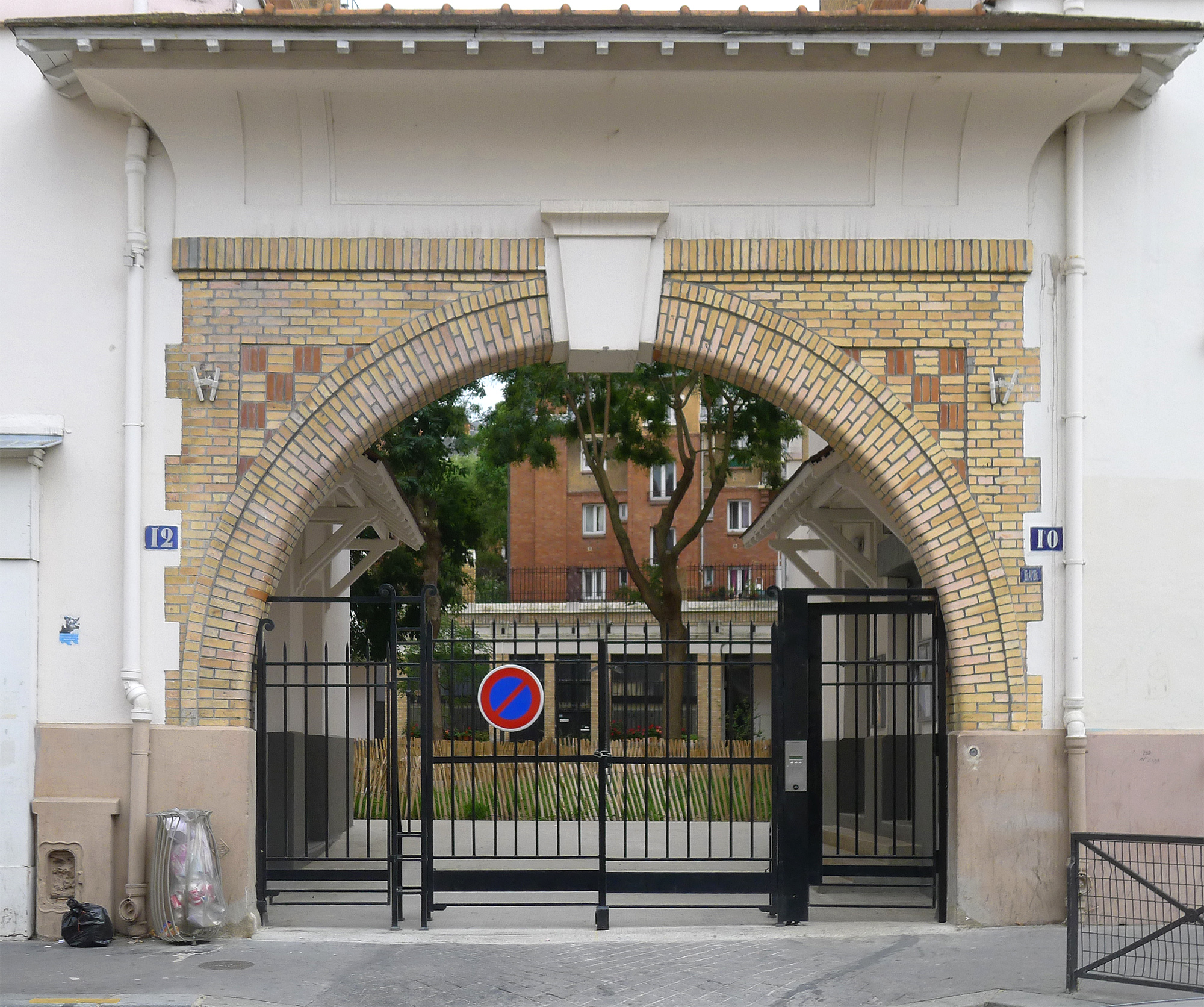
Portail d'entrée des nos 10 et 12.

## Origine du nom
La rue de la Solidarité est indissociable des autres rues du quartier (rue de la Liberté, rue de l’Égalité, rue de la Fraternité) dont le tracé en forme de Y fut achevé en 1889 afin de célébrer le centenaire de la Révolution.
Avec l'ouverture de la rue en 1889, la Mairie a souhaité mettre en lumière la dimension ouvrière du quartier qui comptait aussi au 5, rue de la Fraternité un réfectoire pour les indigents administré par l’œuvre La Bouchée de Pain fondée en 1884 par Mr et Mme Dehaut.
D'un point de vue architectural, la rue de la Solidarité est caractérisée dans sa première partie par de nombreux immeubles en brique rouge, des HBM - Habitations à bon marché, ancêtre des HLM - instituées après la loi Siegfried de 1894 qui correspondent aux normes hygiénistes de l'époque,. On notera aussi les grandes verrières aux derniers étages, souvent occupés par des artistes peintres. Puis, plus bas, on trouve la cité blanche, îlot de 637 habitations, érigées dans les années 1980. Du côté impair de la rue de la Solidarité, se trouvent des propriétés privées et les villas de l'allée pavée "Villa Manin."

## Historique
Cette rue ouverte en 1889, sous sa dénomination actuelle, entre les rues David-d'Angers et d'Alsace-Lorraine, est classée dans la voirie de Paris par un décret du 22 mars 1927.
La rue se situe au bas des anciennes carrières de gypse exploitée depuis le XIIIe siècle jusqu'au XIXè siècle. La station de métro Danube présente d'ailleurs la particularité d'être construite sur des fondations qui descendent à plus de trente mètres pour prendre appui sur un sol ferme, ce qui en fait un véritable viaduc souterrain. Le niveau du rail se situe ainsi à 33,49 mètres au-dessus du sol ferme.
Au milieu du XIXe siècle, le quartier connaît un premier essor avec l'exploitation de la carrière d'Amérique alors que celle des Buttes Chaumont a diminué sa production. En 1856, Adolphe Joanne décrit dans Les environs de Paris illustrés : itinéraire descriptif et historique la nécessité d'une main d’œuvre abondante : "la carrière d’Amérique seule va encore chercher sa pierre à plâtre dans le fond de ses vastes galeries qui n’ont pas moins de 1000 mètres de profondeur et dont d’énormes piliers supportent les voûtes hautes de 15 mètres, consolidées çà et là par des échafaudages.". Avec l'épuisement des ressources minières, le propriétaire de la carrière, Jacques Montéage, décide en 1875 de mettre à disposition de la ville de Paris ses terrains pour la vaste opération immobilière du marché aux chevaux et à fourrage.
Prolongée de la rue d'Alsace-Lorraine au boulevard Sérurier, cette partie est classée dans la voirie de Paris par un arrêté du 31 octobre 1933.

## Bâtiments remarquables et lieux de mémoire

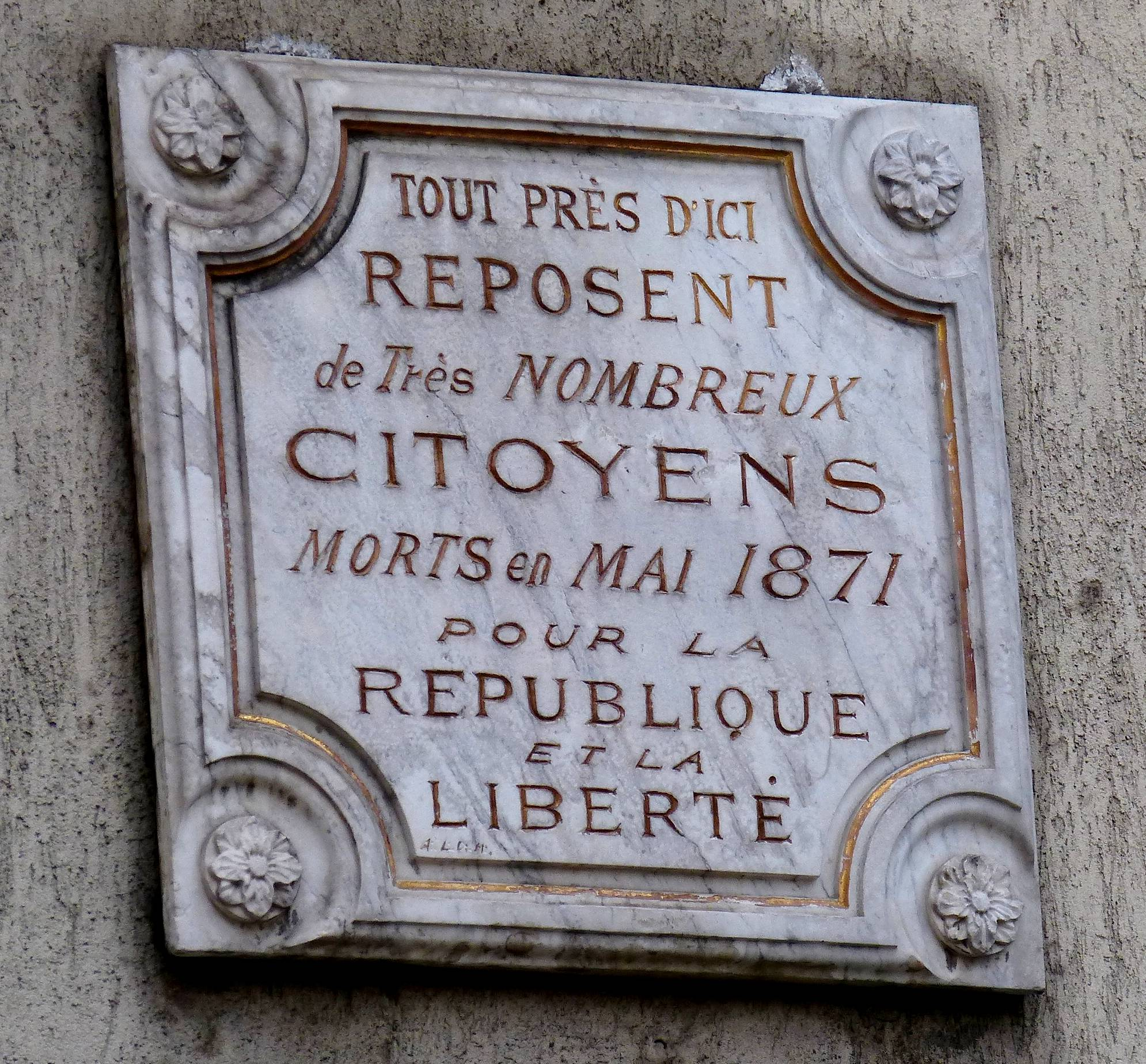
Plaque commémorative apposée sur l'immeuble du 1 rue de la Solidarité.

Sur l'immeuble situé à gauche de l'entrée du no 1 est apposée une plaque commémorant de nombreux morts de la Semaine sanglante de mai 1871, enterrés à proximité.
Le texte est anonyme et la plaque semble être à la fois la première et la plus ancienne posée sur un mur de la ville à cette fin.

Son origine et son histoire restent, pour l’essentiel, inconnues.